# Biserica Sf. Gheorghe din Streisângeorgiu

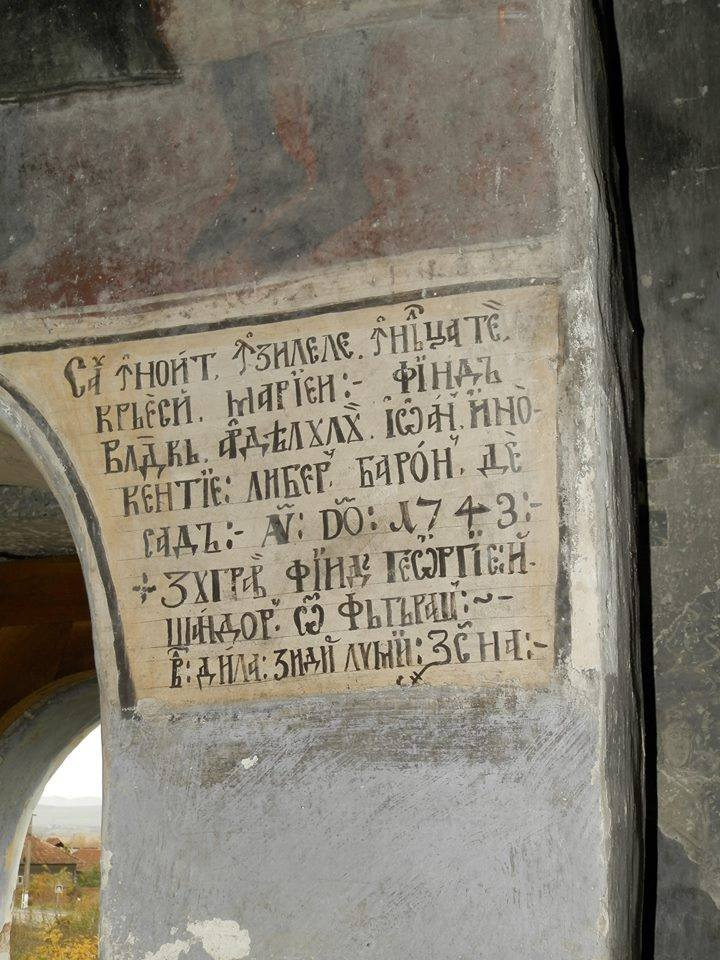
Pisania din 1743, biserica fiind reînnoită sub episcopatul lui Ioan Inocențiu Micu-Klein, episcop unit de Făgăraș

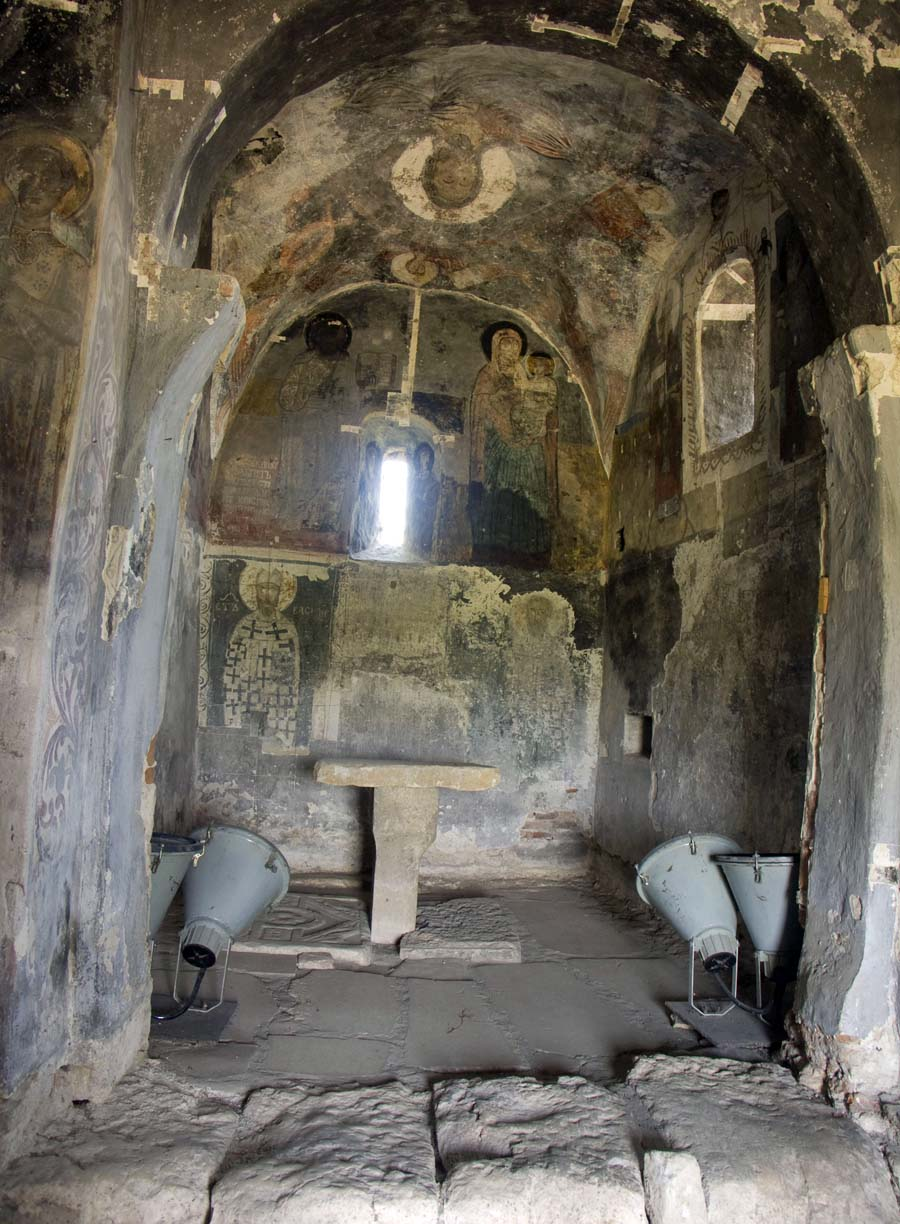
Absida altarului, 2007

Pronaosul din secolul 18, înainte de demolare. Imagine din arhiva CMI, ante 1926.

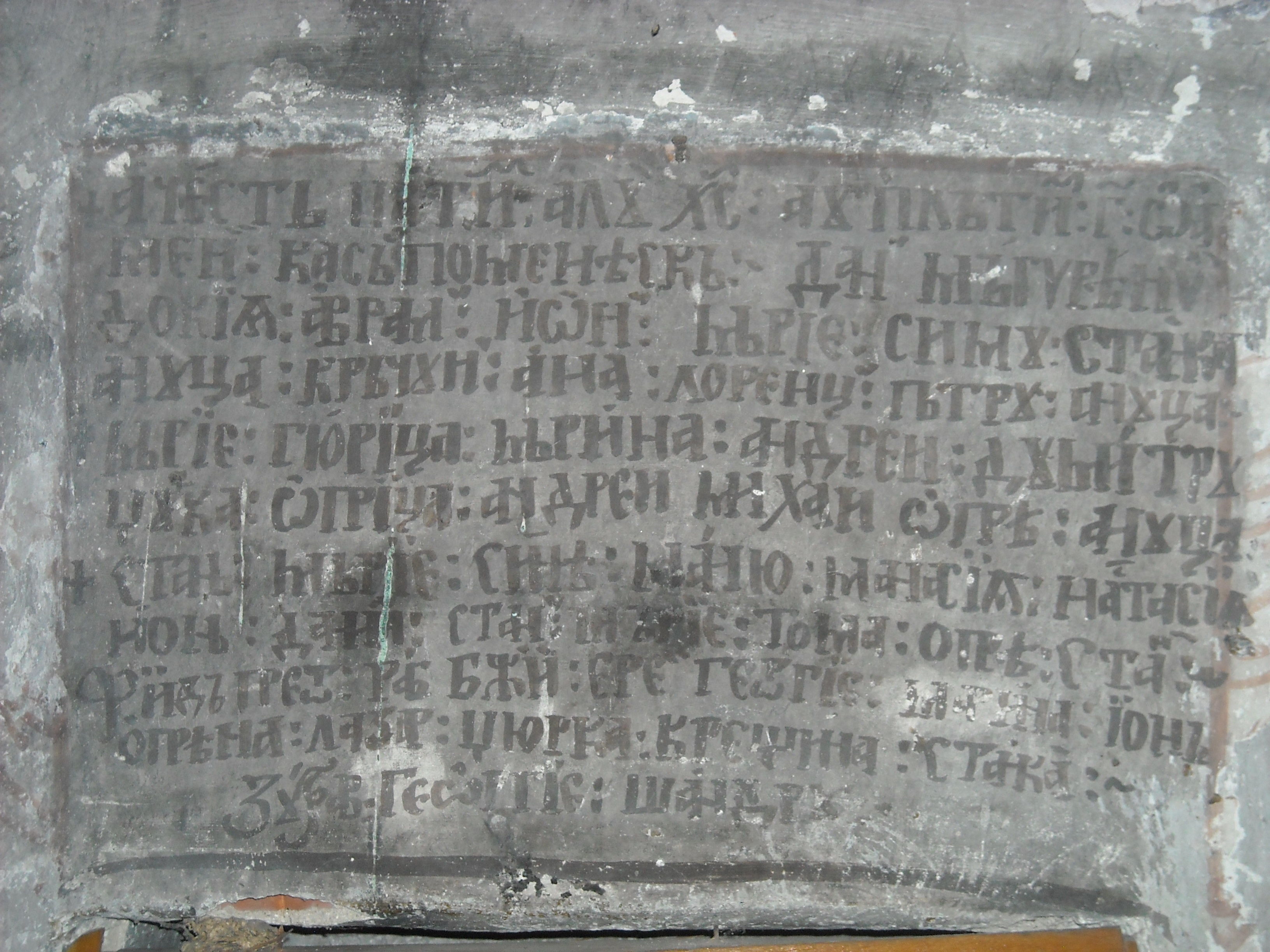
Inscripție în slavona bisericească comemorând întemeierea bisericii.

Biserica Sf. Gheorghe din Streisângeorgiu este o biserică ortodoxă aflată în localitatea omonimă, în marginea orașului Călan, județul Hunedoara. Construită în stilul romanic, între 1313-14, pe locul unei biserici de lemn datate 1130-1140, biserica din Streisângeorgiu este una din cele mai vechi construcții medievale din Transilvania și România cunoscute până în prezent și păstrate în funcțiune. Nu numai vechimea ce și arhitectura ei bine conservată, pictura valoroasă din trei perioade diferite: 1313-14, 1409 și 1743, și nu mai puțin situl arheologic, fac din această biserică una dintre cele mai prețioase monumente de arhitectură medievală transilvană. Biserica se află pe noua listă a monumentelor istoricecu cod LMI HD-II-m-A-03454.

## Istoric
Săpăturile arheologice au relevat vechimea neașteptat de mare a bisericii, din anii 1313-1314, conform inscripției slavo-române din biserică. Inscripția a fost descoperită în altarul bisericii, în timpul unor sondaje asupra pereților. Mormintele din jurul bisericii datează din secolele XII-XIII. Stratigrafia mormintelor și alte date au permis concluzia că înaintea bisericii de zid, a existat o biserică de lemn, cu același plan și aceleași dimensiuni datată în a doua jumătate a secolului al XI-lea 
Textul inscripției slavo-române de la 1313 în forma găsită pe zid:
În anul 1313/1314 am făcut biserica
cu ajutorul sfântului Gheorghe
și al Maicii Domnului și al tuturor
sfinților, întru ajutorul
și iertarea păcatelor cneazului
Balea și întru ajutorul și mântuirea
și iertarea păcatelor
popii Naneș
și ale lui Teofil zugravul
Pictura murală interioară se păstrează din trei etape succesive, cea inițială din 1313-1314, refăcută în 1409 și 1743.
La jumătatea secolului 18 biserica apare sub jurisdicția episcopului român unit de Făgăraș, Ioan Inocențiu Micu-Klein, conform pisaniei din 1743 (vezi foto alăturat)
În secolul 18 sau 19 bisericii i s-a adăugat o tindă spre vest, care a fost demolată în urma restaurărilor din anii 1970.
La exterior, pe zid, dar și în interiorul bisericii se observă lespezi romane preluate de la o villa rustica din apropiere.